# Hubert Chevillard
Hubert Chevillard est un dessinateur de bande dessinée. Il a participé à la réalisation de plusieurs films d’animation français (animation, story-board, réalisation). Depuis 1998, il contribue au développement de jeux vidéo (concept art, sculpteur de personnages, direction artistique) chez Ubisoft.
En bande dessinée, ce dessinateur réaliste est surtout connu pour la série Le Pont dans la vase, écrite par Sylvain Chomet et dont les quatre volumes ont été publiés par Glénat de 1993 à 2003 et pour son album Je vais rester cosigné avec Lewis Trondheim (2018).
En animation, il a notamment travaillé sur Le Château des singes en 1999.
En jeu vidéo, il a notamment contribué, pour Ubisoft, à la création des Lapins crétins et a assuré la direction artistique des Aventures de Tintin : Le Secret de La Licorne (jeu vidéo), sorti en 2011.

## Biographie
Né en 1962 à Angers, il se passionne très tôt pour la bande dessinée à laquelle il se forme tout d'abord au sein de l’École régionale des Beaux-arts d'Angers (ERBA). Là se côtoient au cours des années 80, plusieurs des auteurs qui vont contribuer au renouveau de la bande dessinée française : Marc-Antoine Mathieu, André Bibeur Lu, Pascal Rabaté.
Devenu élève de l’École de bandes dessinées d'Angoulême (qui deviendra ensuite l'École européenne supérieure de l'image), il publie pour la première fois, en 1985, à 23 ans dans le magazine Pilote. Sous le pseudonyme d'Alcide Christo, il cosigne avec le scénariste Conjoint, huit planches d'un trait qui préfigure celui du Pont dans la vase, mais dans un dessin à l'encre noire. Il fait ensuite une rencontre déterminante, celle de Sylvain Chomet, le futur réalisateur des Triplettes de Belleville.
Sa carrière conjugue alors la bande dessinée avec l'animation et l'enseignement.
Avec Sylvain Chomet, durant 10 ans (1993-2003), ensemble, ils cosignent la belle aventure en quatre tomes, Le Pont dans la vase. Éditée chez Glenat, la bande dessinée fantastique relate la quête de la subversive héroïne Camille Park tentant de survivre dans un monde englué dans la vase dans lequel elle cherche un paradis d'humanité. Les quatre tomes sont un succès salué par la critique et constituent un jalon dans la carrière des deux auteurs. La bande dessinée est rééditée en un seul tome en 2011. Au cours des mêmes années, il crée avec le scénariste Corcal, Les archives de la planète, une série de récits courts qui seront successivement publiés par Fluide glacial, Pavillon Rouge et Heavy Metal.
En 1998, il figure au générique du film d'animation Le château des singes de Jean-François Laguionie et dont la musique est signée du compositeur Alexandre Desplat, oscarisé en 2015 et 2018. Ce ne sera pas sa seule collaboration avec le maître du film d'animation et de son studio La Fabrique. En 1999, Hubert Chevillard est le réalisateur du court-métrage d'animation Pantin la pirouette d'après un texte de Jean-François Laguionie. La musique est signée de Christophe Héral et Joël Favreau, le guitariste de Georges Brassens, Georges Moustaki, Yves Duteil et Maxime le Forestier. Le film est multidiffusé sur les chaînes de télévision française. En 2004, il coréalise le long-métrage Les cadeaux toujours scénarisé par Jean-François Laguionie et accompagné musicalement par Joël Favreau rejoint par deux autres compositeurs, Luc Marty et Gérard Labady. Il est édité la même année en format vidé par le groupe TF1 dans un coffret intitulé Les cadeaux.
Au cours de cette période il réalise plusieurs films d'animation dont trois à la demande de la Réunion des musées nationaux : La loge au mascaron doré (1992); L'anglais au Moulin rouge (1992) puis les Cabarets d'après Henri Toulouse-Lautrec (1993). Ce projet consacré à Toulouse-Lautrec est alors le projet initié par Didier Brunner, plus connu par la suite pour avoir été, pour Trans Europ Film, le producteur des Triplettes de Belleville, de Kirikou et Ernest et Célestine.
Mais la révolution numérique va lui apporter une nouvelle opportunité qu’il saisit sans jamais renoncer à la bande dessinée ("Je n’ai jamais arrêté la BD. Oui, il y a eu de longs moments où je n’en ai pas fait, mais j’ai régulièrement produit." affirme-t-il, en 2019).
La révolution, c'est celle du jeu vidéo qui offre aux auteurs de sa génération, des espaces de création nouveaux. Dès 2003, il entre chez Ubisoft Montpellier. Depuis 1994, le studio crée certains des jeux qui contribueront à hisser le groupe français parmi les leaders mondiaux de l'édition de jeux vidéo. Hubert Chevillard œuvre tout d'abord, comme "chara modeler", à la création de plusieurs jeux célèbres : Beyond Good and Evil et King Kong, tous les deux pour Play station 2. En 2006, il sculpte le premier Lapin crétin dans le cadre du jeu : Rayman raving rabbids (Rayman contre les lapins crétins, WII). La notoriété de ces personnages s'est étendue depuis, bien au-delà de l'univers du jeu vidéo. Il assure la direction artistique de l'édition en 2011 des Aventures de Tintin : Le Secret de La Licorne pour Wii, PS3 et XBox360.
Il poursuit depuis, son activité de directeur artistique, partage son expérience avec les élèves de l'École des métiers du cinéma d'animation (EMCA) et n'oublie pas sa passion initiale de la bande dessinée.
C'est ainsi qu'en 2018, avec le scénariste Lewis Trondheim à l'écriture, il cosigne le roman graphique Je vais rester, aux éditions Rue de Sèvres. Le trait reste le même que celui qui a fait le succès du Pont dans la vase, mais la palette des couleurs tranche avec celle de ses œuvres précédentes. C'est le premier album dont il a été lui-même le coloriste. Des "couleurs lumineuses" selon Laetitia Gayet de France inter, qui plongent immédiatement le lecteur dans l'ambiance estivale de Palavas-les-Flots. L'album figure dans le classement des 20 indispensables de l'été 2018 établi par l''Association des critiques et des journalistes de bande dessinée (ACBD). En 2019, il est traduit par Mike Kennedy (Magnetic press) et publié aux États-Unis par Lion Forge Comics (en). L'album rebaptisé Stay est nommé l'année suivante aux Etats-Unis pour les Eisner Awards (Prix Eisner) dans la catégorie "Best U.S. Edition of International Material".

## Publications

### Bande dessinée
- Le Pont dans la vase (dessin), avec Sylvain Chomet (scénario), Glénat, coll. « Grafica » :

1. L’Anguille, 1993  (ISBN 2-7234-1392-6).
2. Orlandus, 1995  (ISBN 2-7234-1732-8).
3. Malocchio, 1998  (ISBN 2-7234-2326-3)[11].
4. Barthelemy, 2003  (ISBN 2-7234-3174-6).

- Je vais rester (dessin), avec Lewis Trondheim (scénario), Rue de Sèvres, 2018  (ISBN 978-2-369-81228-9).